# NGC 3640

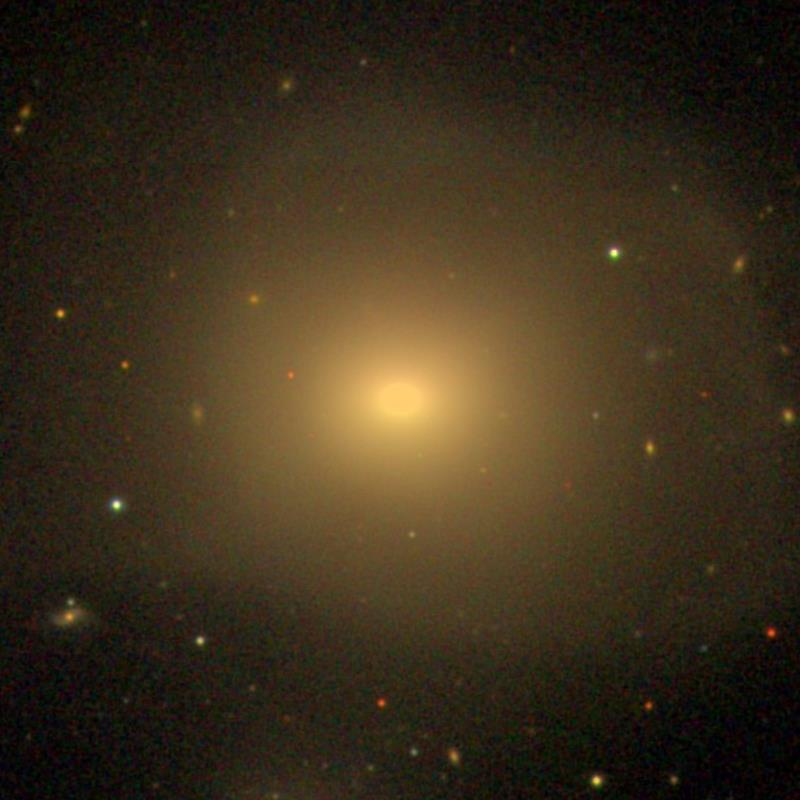
Hình ảnh NGC 3640 của SDSS

NGC 3640 là tên của một thiên hà elip nằm trong chòm sao Sư Tử. Khoảng cách của nó với trái đất của chúng ta là khoảng xấp xỉ 75 triệu năm ánh sáng và kích thước biểu kiến của nó khoảng 90000 năm ánh sáng. Ngày 23 tháng 2 năm  1784, nhà thiên văn học người Anh gốc Đức William Herschel phát hiện ra thiên hà này. Nó nằm ở phía 2 độ của hướng nam tính từ ngôi sao Sigma Leonis. Thiên hà này cô mật độ các ngôi sao đặc và có thể được nhìn thấy bằng một kính viễn vọng cỡ nhỏ ở khu vực ngoại ô, nơi ô nhiễm ánh sáng thấp hơn thành thị.

## Đặc tính
NGC 3640 là một thiên hà elip với những ngôi sao có vị trí vô cùng rối rắm. Nó có các đường cong Isophote hình hộp và có những lớp vỏ chắp vá (lớp vỏ là cấu được cấu tạo từ các ngôi sao xếp thành từng lớp). Đó là những đặc điểm của một sự kiện hợp thành thiên hà gần đây với một thiên hà nghèo chất khí nhỏ hơn. Có một làn bụi được quan sát là nằm dọc theo trục nhỏ thiên hà, kéo dài 30" từ hướng bắc đến hướng nam. Tốc độ tự quay của nó cao, ước tính là 120 ± 10 km/s, cao hơn bất kì thiên hà xoắn ốc nào có độ sáng tương tự được phát hiện tính đến thời điểm hiện tại. Khối lượng HI của thiên hà này thì xấp xỉ 1.85 × 107 lần khối lượng mặt trời và khối lượng của HII thì thấp hơn 7.44 × 107.
Trong trung tâm của NGC 3640 có một lỗ đen siêu khối lượng mà khối lượng của nó khoảng 100 triệu lần khối lượng mặt trời.

## Dữ liệu hiện tại
Theo như quan sát, đây là thiên hà nằm trong chòm sao Xử Nữ và dưới đây là một số dữ liệu khác:
Xích kinh 11h 21m 06.8s
Độ nghiêng +03° 14′ 05″
Giá trị dịch chuyển đỏ 0.004330 ± 0.000017  
Cấp sao biểu kiến 10.3 
Vận tốc xuyên tâm 1,298 ± 5 km/s
Kích thước biểu kiến 4′.0 × 3′.2 
Loại thiên hà E3 